# Waldhambach
Waldhambach é uma comuna francesa na região administrativa de Grande Leste, no departamento Baixo Reno. Estende-se por uma área de 12,52 km². Em 2010 a comuna tinha 638 habitantes (densidade: 51 hab./km²).